# نظام شوالیه‌های مالت
نظام شوالیه‌های مالت (SMOM) (به انگلیسی: Sovereign Military Order of Malta)، با عنوان رسمی نهاد حاکم نظامی بیمارستان‌دار سن ژان اورشلیم، رودس و مالت که با عنوان‌های نظام مالت یا شوالیه‌های مالت نیز شناخته می‌شود، سازمان مذهبی غیرکشیشی کاتولیک است که به‌طور سنّتی، ماهیت نظامی، شوالیه‌گری و اشرافی دارد. اگرچه این نهاد، قلمرویی ندارد، اما اغلب به عنوان موجودیتی دارای حاکمیت، در حقوق بین‌الملل، شناخته می‌شود.

## نگارخانه

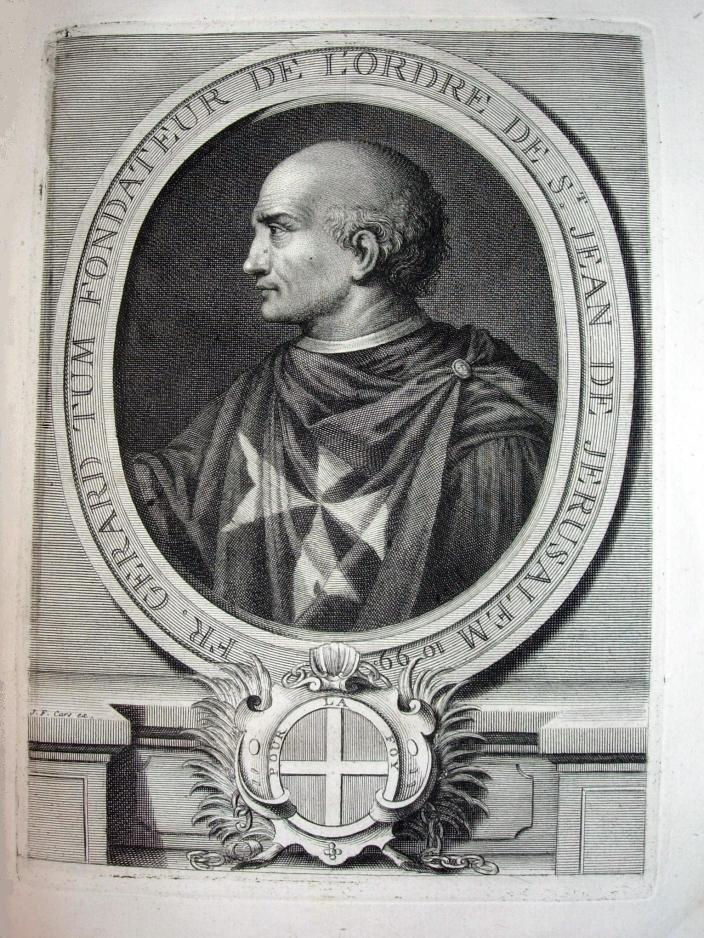
یک حکاکی روی مس از جرارد مقدس توسط Laurent Cars
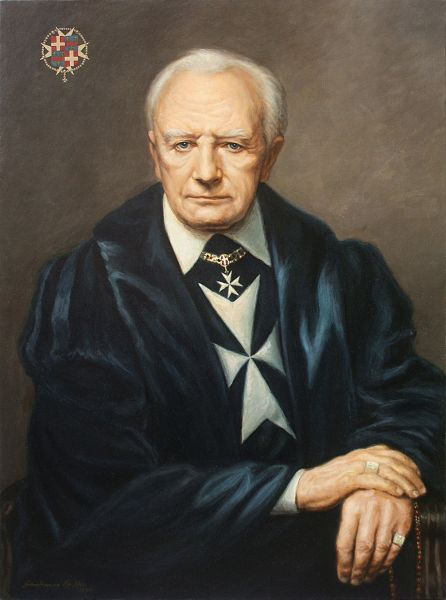
اندرو برتای (en) ۷۸امین شاهزاده و رهبر شوالیه‌های مالت
صلیب مالتی